# 王弗
王弗（1039年—1065年7月13日），北宋進士王方之女，蘇軾之元配妻子，蘇軾之繼室王閏之堂姊，眉州青神（今四川省眉山市青神縣）人，其子蘇邁，為現荊南蘇氏一脈的祖先。

## 生平
宋寶元二年（1039年），王弗生於眉州青神縣瑞草橋，青神位岷江西岸。風景秀麗。父王方為鄉貢進士青神望族。
至和元年甲午（1054年），十六歲。弗歸妹於蘇軾居眉山。十一月因傳安南酋儂智高將犯西蜀，朝廷派張方平出知益州。
至和二年乙未（1055年），十七歲。在眉州眉山，夫遊成都，謁太守張方平。
嘉祐元年丙申（1056年），十八歲。在眉州眉山。五月夫抵汴京城。八月夫舉人考試名列第二。
嘉祐二年丁酉（1057年），十九歲？留眉州眉山。正月夫赴試禮部，置第二。三月夫殿試章銜榜中進士乙科。四月八日婆程氏病逝眉山家中。五月夫軾偕弟侍父歸鄉服喪。
嘉祐三年戊戌（1058年），二十歲。與夫軾居家守制。王弗的族叔王淮奇住在瑞草橋，軾常拜訪。他善於釀酒。弗的堂妹王閏之此時雖只十一歲，對軾不凡器宇留下深刻的印象。
嘉祐四年己亥（1059年）, 二十一歲。九月服除，十月隨夫侍父舟行出三峽過鄂入京，途經岷江之濱有凌雲寺鑿山為大彌勒佛像高三百三十尺，過忠州探訪三國時名勝。十二月八日抵江陵驛。這年冬蘇邁出生，邁為荊南蘇氏一脈的先祖。
嘉祐五年庚子（1060年），二十二歲。正月初五自荊州北上，二月十五日抵汴京。夫軾授河南府福昌縣主簿未就。
嘉祐六年辛丑（1061年），二十三歲。正月夫軾移居懷遠驛準備制科。七月秘閣試六論。八月二十五日殿試試入三等。自宋以來唯吳育與軾而已。父洵於宜秋門購得南園，奉父遷入。九月軾授官大理評事簽書鳳翔府判官。十二月十四日到任視事。
嘉祐七年壬寅（1062年），二十四歲。隨夫在鳳翔。自去歲冬至今春陝西大旱祈雨太白山神，軾作〈喜雨亭記〉。
嘉祐八年癸卯（1063年）， 二十五歲。隨夫在鳳翔。三月二十九日仁宗崩，夏四月趙曙即位曹太后權同聽政。
英宗治平元年甲辰（1064年），二十六歲隨夫鳳翔。三月夫與王彭論佛法。十二月夫磨勘轉殿中丞，十七日任滿還京。
治平二年乙巳（1065年），二十七歲。正月還汴京，夫差判登聞鼓院。帝欲召入翰林知制誥，為宰相韓琦所阻。二月夫召試秘閣試二論復入三等得直史館。五月二十八王弗卒於京師年二十七。朝廷追封通義郡君。治平三年（1066年）四月二十五日父蘇洵卒，六月夫與弟轍舟載護父喪歸蜀，王弗柩隨載西行。治平四年（1067年）四月護喪返抵眉山。八月葬父柩與母程夫人同穴。王弗柩於合墓之西北八步，長眠於武陽安鎮山上老翁泉之陽。蘇軾悲痛為作《亡妻王氏墓志銘》。
熙宁八年（1075年），此時蘇軾四十歲，来到密州，这一年正月二十日，他梦见王氏，作《江城子·乙卯正月二十日夜記夢》悼念亡妻。

## 紀念
青神縣喚魚池，青神縣位於岷江之濱。《蜀中名勝記》載：「縣之名勝在乎三岩。三岩者，上岩、中岩、下岩也。今惟稱中岩焉。」岷江入中岩山門，細草微風，澗水潺潺。行數十公尺，山青如黛，群花雜樹中飄著一叢叢乳白的花，細觀兩瓣平舉如翼，一瓣懸月如尾，一瓣如玉頸奮前，張頭尋覓，且清香馥鬱。請教山中人，曰：形如飛鳳，為王弗愛物，叫飛來鳳。中岩有座書院，青神鄉貢進士王方執教的地方。中岩下寺丹岩赤壁下，綠水一泓，平靜如半輪明月，傳為慈姥龍之宅。蘇軾讀書時常臨流觀景：「好水豈能無魚？」於是撫掌三聲，立時，岩穴中群魚翩翩遊躍，皆若淩空浮翔。蘇軾便對老師王方：「美景當有美名。」王方遍邀諸生投筆競題，終不適意，最後蘇軾才題名：「喚魚池」。此時王方女王弗也使丫鬟從瑞草橋家中送了題名，紅紙怡上：「喚魚池」三字，眾人驚歎：「不謀而合，韻成雙璧。」後蘇軾手書「喚魚池」三字刻在赤壁上，經可三丈，秀美俊拔。後人在青神中岩寺喚魚池畔立有蘇軾與王弗塑像。

## 形象
電視劇中王弗扮演者
| 劇名               | 演員   | 電視台                   | 年份   |
| 《刁蠻嬌妻蘇小妹》 | 董維嘉 | 香港電視廣播有限公司等   | 2010年 |
| 《蘇東坡》         | 林心如 | 北京小百花文化藝術中心等 | 2012年 |
| 《東坡家事》       | 黃穎君 | 香港電視廣播有限公司等   | 2015年 |